# 杀手乐队
殺手樂團 (The Killers)是一個來自美國內華達州拉斯維加斯的樂團。在2001年由Brandon Flowers (主唱、鍵盤、貝斯) 以及Dave Keuning (主音吉他、合音) 組成。Mark Stoermer (貝斯、節奏吉他、合音) 和Ronnie Vannucci Jr.(鼓手) 在2002年加入，組成了現在的成員組合。樂團的名稱的靈感來自於新秩序樂團(New Order)「Crystal」這首歌的音樂錄影帶之中，一個虛構樂團低音鼓上的標誌。
殺手樂團目前發行過五張暢銷排行榜專輯: 聲名大噪 Hot Fuss (2004)、山姆小鎮 Sam's Town (2006)、歲月 Day & Age (2008)、光榮戰役 Battle Born (2012)、完美境界 Wonderful Wonderful (2017)。樂團也發行B面/稀有錄音精選: 深藏不露 Sawdust (2007); 現場演出專輯: Live from the Royal Albert Hall (2009); 經典歌曲合輯: 十年輝煌 Direct Hits (2013); 以及聖誕節合輯: 別浪費了你的願望 Don't Waste Your Wishes (2016)。
殺手獲英國權威音樂雜誌NME頒發NME音樂獎「2005最佳國際樂隊」。他們的大碟「聲名大噪」曾登上英國金榜兩週冠軍寶座。 U2樂團主唱Bono、艾爾頓·強、大衛·鮑伊及杜蘭杜蘭都曾經讚賞他們的音樂。
殺手樂團被認為是2000年後最重要的樂團之一，以及來自內華達州有史以來最成功的樂團。殺手樂團的現場演奏達到國際上的成功，在超過6個大陸、50個國家中演出，並進軍像是「麥迪遜花園廣場」以及「溫布利球場」等一級場館。

## 歷史

### 2001 – 2003：起源和成形
Brandon Flowers在2001年遭到他所參與的第一個樂團開除(Blush Response, 一個拉斯維加斯的流行電音樂團)。不過在參加一場綠洲合唱團(Oasis)在Hard Rock Hotel舉辦的「The Tour of Brotherly Love」巡迴演唱會之後，Brandon Flowers意識到他的使命就是搖滾樂，並開始尋找與他志同道合的音樂人。最終他在某個拉斯維加斯當地的報紙上看到由Dave Keuning所貼出的徵夥伴廣告，一位25歲的吉他手，一年前剛從愛荷華州搬到拉斯維加斯。因為受到相同的音樂風格影響，當兩人見面後一拍即合，並開始在Dave Keuning的家中共同創作歌曲。他們在2001年11月前往位在內華達州亨德森的Kill The Messenger Studio一同與剛招募的鼓手Matt Norcross錄製試唱帶。由Brandon Flowers和Dave Keuning共同創作的第一首歌「Mr. Brightside」以及「Desperate」為樂團最初所錄製的兩首。一個月後樂團又錄了兩首: Under the Gun和Replaceable，並由Dave Keuning的室友擔任貝斯手。「Mr. Brightside」最後成為了一首英倫經典。
Brandon Flowers和Dave Keuning的第一次現場演出是在2002年1月，在拉斯維加斯一間名叫Cafe Espresso Roma的館子。兩人同Dell Neal和Matt Norcross開始在拉斯維加斯各處演出，並免費分送他們所錄製的試唱帶。殺手樂團為拉斯維加斯充滿龐克、新金屬、以及饒舌的小小音樂圈帶來了一種獨特的新曲風。當時在地的一位評論家表示: 「幸好殺手樂團並不像城裡的任何其他樂團一樣」，並形容他們的音樂介於「英國流行樂以及具低傳真風格的獨立搖滾」。不過初期的現場演出被形容為不穩定的，樂團在2002年夏天開除了鼓手Matt Norcross並找來Brian Havens替代，不過不久後也遭開除。而貝斯手Dell Neal後來因個人原故也選擇離開了樂團。
Ronnie Vannucci Jr.在Dell Neal離開不久前加入，Ronnie Vannucci Jr.在拉斯維加斯的音樂圈中相當有名氣，自年輕時就在為數不少的樂團中演奏。而當他在2002年認識殺手樂團時，他正同時在Daphne Major和Romance Fantasy擔任鼓手。Ronnie Vannucci Jr.的第一場與殺手的演出是在2002年8月30日，在一間名叫Junkyard的俱樂部。而當晚為殺手樂團擔任貝斯手的是Mark Stoermer，當時他是前衛搖滾樂團The Negative Ponies的主音吉他手。殺手樂團非常希望Mark Stoermer能夠成為樂團的固定班底，但他起初並不願意承諾此事。樂團起初提議讓他成為第二位吉他手，當時殺手正考慮成為五人樂團。殺手樂團持續以三人組合演出並嘗試與不同的貝斯手合作，直到2002年11月Mark Stoermer同意加入。根据Ryan Pardey(一位參與樂團許多早期演出的觀眾)，「殺手在Ronnie和Mark加入後真正成為一個了不起的樂團，兩人的加入讓他們成為一個有凝聚力的樂團。」
四人當時會聚在Ronnie Vannucci Jr.的車庫裡思考歌曲創作的點子。他們也會在晚上溜進內華達大學拉斯維加斯分校的樂團室練習(當時Ronnie Vannucci Jr.正在此大學修讀古典打擊樂)。而在這個期間他們創作出許多收錄在出道專輯「聲名大噪 Hot Fuss」之中的歌曲，包括著名單曲Somebody Told Me以及Smile Like You Mean It。殺手樂團持續在當地的小場地演出，並經常在一間名叫Sasha's(後來改名為Tramps)的同志酒吧演奏。而在不久後受到了華納兄弟唱片星探Braden Merrick的注意。他在一個專為拉斯維加斯地區未簽約樂團而設立的網站上發現了殺手的試唱帶; 在參加一場他為樂團提供尋找簽約機會的現場演出後，最終成為了殺手樂團的經紀人。他帶樂團來到加州舊金山地區的柏克萊與前年輕歲月合唱團(Green Day)的經紀人Jeff Saltzman錄製試唱帶，然後將它們寄給美國各大音樂品牌。殺手樂團被邀請參加許多演示不過最終並沒有得到合約，但是引起了英國星探Alex Gilbert注意。他將錄音帶帶回英國並秀給他的朋友Ben Durling聽，而Ben Durling任職於一家位在倫敦新成立的唱片公司Lizard King Records。儘管尚未與樂團成員見面，Lizard King迅速地提供了一份合約。殺手樂團在2003年與英國唱片公司簽約。

### 2003 – 2006：聲名大噪(Hot Fuss)
「Mr. Brightside」於2003年8月19日在英國的DJ Zane Lowe's BBC Radio 1節目上首次播出。隔月殺手樂團來到倫敦並在接下來的星期裡，在城中各個具有影響力的音樂場地中演出。「Mr. Brightside」在2003年9月29日以限量CD以及黑膠唱片發行。評論對於歌曲及現場演出都做出相當正面的評價。NME提到了樂團的復古曲風："巧妙並帶著這樣令人難以置信的變化"。殺手樂團在英國所引起的騷動，讓許多美國主流唱片公司開始對殺手樂團展現出強烈的興趣並邀請樂團在紐約的ASCAP CMJ音樂馬拉松節目中演出，樂團最終與唱片公司Island Def Jam簽下合約。
殺手樂團在2003年11月與Jeff Saltzman完成了「聲名大噪」的專輯錄製，它們決定保留多首先前錄製的試唱帶。殺手樂團不久後受邀回到倫敦支援另一個英國樂團British Sea Power，並且與Alan Moulder合作在Eden Studios和Townhouse Studios為即將發行的專輯混音。殺手樂團在2004年前半持續的扮演輔助角色，最值得注意到的是，在美國與英國跟著樂團Stellastarr巡演，以及於不同的場合為莫里西(Morrissey)開場。樂團為了2004年春天在美國第一支、在英國第二支發行的單曲「Somebody Told Me」拍攝了第一部的音樂錄影帶。2004年5月，殺手的第一次巡迴演出始於英國，樂團在歐洲和北美的各個音樂節繳出了廣受好評的表現，幫助了它們拓展持續增長的粉絲群。
2004年6月7日，殺手樂團於英國發行出道專輯「聲名大噪 Hot Fuss」，專輯也在一週後於美國發行。其中收錄的曲目依發行地區而有所不同，在英國和澳洲第八首曲目由「Glamorous Indie Rock and Roll」取代了「Change Your Mind」。在發行初「聲名大噪 Hot Fuss」獲得了總體來說不錯的評價。由於樂團各處的巡迴演出以及「Somebody Told Me」、「All These Thing That I've Done」、「Mr. Brightside」等單曲得到格萊美獎的提名，讓「聲名大噪 Hot Fuss」成為巨大的商業成功。「聲名大噪 Hot Fuss」於2005年1月來到了英國排行榜冠軍，發行後七個月專輯在英國和愛爾蘭便獲7x白金認證。此專輯保持在英國排行榜上173週，比十年內任何一張專輯都還要久。2005年4月在美國最高排名達到第七，以及獲得3x白金認證。2005年3月在澳洲奪得榜首，同樣獲得3x白金認證。此專輯獲得3x白金認證的國家還有加拿大。另外專輯在其他國家也獲得白金(紐西蘭)和金(阿根廷、比利時、德國、法國)認證。「Mr. Brightside」截止2017年7月被下載了三百七十萬次。
殺手樂團在2005年「世界音樂獎」被提名為世界最暢銷新團體，同一年樂團贏得「MTV錄影帶音樂獎」最佳新人獎，以及三項葛萊美獎提名包含「聲名大噪 Hot Fuss」提名為最佳搖滾專輯，並在「新音樂快遞音樂獎 NME Award」贏得最佳國際樂團。2005年6月，滾石雜誌認為殺手樂團是「近十年最暢銷新搖滾樂團」。主唱Brandon Flowers也獲得了許多媒體關注，被認為是「新音樂快遞音樂獎」當天最性感和最佳裝扮男星，不過他也因為對於其他樂團的言論引起了一些爭議。
2005年7月，殺手樂團在倫敦Live 8演唱「All These Thing That I've Done」。Robbie Williams將歌曲中的一段歌詞「I've got soul but I'm not a soldier」加入自己的演出中。Coldplay以及U2隨後也在拉斯維加斯於各自的演唱會中加入此橋段。
殺手樂團在2006年開除了他們的經理Braden Merrick，隨後Braden Merrick對樂團的違約、樂團的新經理以及律師提出告訴。殺手樂團則提出反訴，認為Braden Merrick不佳的管理已經造成樂團數百萬的損失。此案在2009年擺平。

### 2006–2007：山姆小鎮(Sam's Town)、深藏不露(Sawdust)
在聲名大噪巡迴演出不久後，殺手樂團回到錄音室與製作人Alan Moulder以及Flood開始錄製備受期待的第二張專輯，這是兩位製作人十年來頭一次合作。「山姆小鎮」大部分在拉斯維加斯的Studio at the Palms錄製，並在2006年6月於倫敦的Criterion Studios完成最後的點綴。當專輯完成時，Brandon Flowers表示他認為樂團創造了一張「過去二十年來最佳的專輯之一」，而他希望這張專輯捕捉「所有讓他站上現在這個位置的一切」。2006年7月，主打單曲「When You Were Young」首次播出馬上成了一首熱門，並得到另外兩項葛萊美獎提名以及多數的正面評價。
殺手樂團的第二張專輯「山姆小鎮」在2006年8月由Island Def Jam Music Group發行。有些評論讚揚此專輯以及樂團的演變，有些則批評或嘲諷。其中值得注意的是滾石雜誌的嚴厲評論。此專輯在首週售出70萬張，達到美國告示牌排行榜第二名、英國排行榜第一名。在英國得到5x白金認證，在愛爾蘭得到4x白金，在澳洲、加拿大、紐西蘭得到2x白金，在美國得到白金，在阿根廷、比利時、德國、俄羅斯得到金色認證。
殺手樂團為了節目「Live from Abbey Road」在2006年11月29日於艾比路錄音室(Abbey Road Studios)錄製現場演出，幾乎是不插電演奏。演出歌曲包含專輯同名曲「Sam's Town」、「When You Were Young」以及翻唱Dire Straits的著名曲「Romeo and Juliet」。2006年12月樂團發行了聖誕節歌曲「A Great Big Sled」，銷售收入將會幫助Product Red，這也成為了樂團每年的傳統。
2007年2月，殺手樂團參加了英國全英音樂獎(BRIT Awards)，他們在那演出了「When You Were Young」。樂隊獲得了兩個獎項：最佳國際集團和國際專輯。在同一個月，樂隊的Tim Burton為該專輯的第二首單曲「Bones」所製作的音樂錄影帶在NME大獎中獲得了最佳影片獎。
樂團在山姆小鎮巡迴演出(Sam's Town Tour)的休息期間在日本東京錄製了該專輯的第三張單曲「Read My Mind」的音樂錄影帶。單曲發行時伴隨著寵物店男孩(Pet Shop Boys)的混音。由於門票需求量日益遽增，殺手樂團首次進軍了包括麥迪遜廣場花園在內的各個場館，並在2007年在多場歐洲重要的音樂節中演出，其中包括格拉斯頓伯里藝術節(Glastonbury Festival)。
截至2017年7月，The Killers已售出530萬份「聲名大噪」(Hot Fuss)和「山姆小鎮」(Sam's Town)。
殺手樂團於2007年11月發行了一張名為「深藏不露」(Sawdust)的合輯專輯，其中包括該樂團前兩張專輯，稀有和未發行材料的B面。「深藏不露」被歸類為英國的白金唱片。這張專輯的第一首歌曲「Tranquilize」是與Lou Reed合作的單曲，於2007年10月發行。這張專輯的特色還包括Joy Division的「Shadowplay」封面，「Shadowplay」是為Anton Corbijn執導的傳記片「Control」所錄製的。

### 2007–2011：歲月(Day & Age) 以及休團
殺手樂團請Stuart Price製作他們的第三張錄音室專輯，在此之前他曾以Jacques Lu Cont的藝名對殺手樂團的歌曲進行混音，其中最著名的是「Mr. Brightside」。 樂團於2007年在Stuart Price位於倫敦的家中與他第一次見面，並討論為樂團B面專輯「深藏不露」製作一些未發行曲目的可能性。同一天晚上，他們在Stuart Price的錄音室錄製了一段新歌「Human」的試錄帶，它最終成為了專輯「歲月」的主打單曲。在完成「山姆小鎮」巡演後，團員們分開了六個月的時間，在此期間他們透過Logic Pro與彼此和製作人Stuart Price之間傳遞歌曲的點子和想法。樂隊在拉斯維加斯(Las Vegas)收購了錄音室「Battle Born Studios」並與Stuart Price一起完成了專輯的錄製。
「Human」在2008年8月發行，主唱Brandon Flowers形容這首歌就像「Johnny Cash遇上了Pet Shop Boys」。這首歌在世界各地成了一首熱門歌曲，其中"Are we human, or are we dancer?"這段歌詞因為其文法和用字造成了一些混淆及討論，有些人認為歌詞應該是"dancers"或是"denser"，而非"dancer"。Brandon Flowers解釋道這段歌詞是受到Hunter S. Thompson語錄的啟發，Thompson表示「美國正在培養一整個世代的舞者」(America was raising "a generation of dancers")。而這段歌詞也被票選為有史以來最令人混淆的歌詞。
殺手樂團的第三張專輯「歲月」(Day & Age)在2008年11月18日發行。Brandon Flowers表示「歲月」就像是從火星上看著「山姆小鎮」，運用了許多薩克斯風、鋼鼓、大鍵琴，他們稱此專輯為最玩樂最有趣的專輯。此專輯也見證了樂團寫下迄今為止最私人和生活中最艱難的歌詞。結尾歌曲「Goodnight, Travel Well」是關於吉他手Dave Keuning母親的離世，「A Dustland Fairytale」則是獻給主唱Brandon Flowers的父母，他的母親在這期間被診斷出罹患了末期癌症。「歲月」成為了樂團第三張登上英國和愛爾蘭排行榜第一名的專輯，以及在Billboard 200專輯榜上登上第六名。專輯在英國及愛爾蘭獲得4x白金認證，在德國、澳洲、紐西蘭、加拿大獲得白金認證，在美國、墨西哥、瑞典、挪威、奧地利、瑞士、希臘、以及中東獲得金認證。
接著，樂團踏上了「歲月世界巡迴演出」(Day & Age World Tour)，這期間他們在五大洲演出並首次登上Lollapalooza和Coachella。這次巡迴被提名為2009年前五大全球巡迴演唱會。殺手樂團在2009年7月5－6日於皇家阿爾伯特音樂廳(Royal Albert Hall)錄製他們第一部現場錄影帶，名叫「皇家阿爾伯特音樂廳現場」(Live from the Royal Albert Hall)。錄影帶在11月發行並在全球許多電影院中上映。「皇家阿爾伯特音樂廳現場」在英國收到了2x白金認證，在美國和澳洲收到白金認證，以及在愛爾蘭和巴西收到金認證。
在過去六年來樂團大多時間經常在巡迴演出的旅途上，於是在2010年他們宣布他們將暫停並稍作休息。休團持續了大約一年半的時間，在這期間團員們各個投入自己的個人計劃。在與腦癌戰鬥了兩年後，Brandon Flowers的母親於2010年2月過世，為此，樂團取消了亞洲、雪梨、伯斯的演唱會，不過墨爾本和黃金海岸的場次則照常進行。歲月世界巡迴演終於在2月21於墨爾本費萊明頓賽馬場的Good Vibrations音樂節來到了結尾。

### 2011–2013：樂團回歸 以及 光榮戰役(Battle Born)
樂團在2011年4月2日於智利聖地亞哥新舉辦的國際Lollapalooza音樂節重回舞台。也在2011年4月30日於奧地利伊施格爾的滑雪季閉幕演唱會上演出。他們於2011年4月30日再度成為倫敦海德公園Hard Rock Calling演唱會的重頭戲。殺手樂團也為2011年11月12日第一次舉辦的奧蘭多Calling音樂節擔任壓軸樂團。
樂團於當年回到了錄音室錄製他們的第四張專輯，在錄製期間他們與Steve Lillywhite、 Damian Taylor、Brendan O'Brien、Stuart Price以及Daniel Lanois等五位不同的製作人共事。在2012年6月，殺手樂團的官方VEVO頁面上發表了一段預告片，透露了以內華達州旗上格言命名的新專輯：光榮戰役 (Battle Born)。首支單曲「Runaways」接著在7月發行，而在當月，殺手樂團就在達拉威爾州多佛的Firefly音樂節上演出。
殺手樂團的第四張專輯「光榮戰役」(Battle Born)在2012年9月18日發行，並也成為該樂團第四張連續登上英國及愛爾蘭排行榜第一名的專輯。這張專輯在英國獲得白金認證，在愛爾蘭、墨西哥、澳洲獲得金認證。「光榮戰役世界巡迴演唱會」也證明了它是殺手樂團至今遍及最多國家的巡演，包括中國及俄羅斯這兩個在此之前從未曾演出過的國家。此次巡演的收入在2013年中其他所有世界巡演裡排行第43位。在2013年6月22日，殺手樂團在溫布利足球場舉辦至今以來最大型的演唱會，場地容納九萬人，此次演唱會受到極度好評。而樂團也再度於歐洲、澳洲、南/北美洲參與各地的音樂節。殺手樂團於2013年10月在他們的家鄉拉斯維加斯首次舉辦的Life Is Beautiful音樂節中擔任壓軸樂團。

### 2013–2016：十年輝煌(Direct Hits)
2013年9月11日樂團在推特貼了一張照片，這張照片裡有六行的摩斯密碼，內容是「The Killers Shot at the Night」。而在9月16日，正好是樂團十年前在倫敦首次演出的日子，他們發行了「Shot at the Night」，製作人是Anthony Gonzalez。樂團也透露他們將發行第一張精選輯：「十年輝煌」(Direct Hits)在2013年11月11日發行。此專輯收錄了前四張裡的熱門歌曲、新單曲Shot at the Night以及新歌「Just Another Girl」。樂團為此次專輯的發行做了較短的宣傳巡演，並也在2014年裡數個音樂節中登台演出。
殺手樂團於2016年4月6日在位於賭城大道上的T-Mobile Arena的開幕典禮中擔任主秀。樂團在演出期間有許多嘉賓的加入，包括「賭城先生」Wayne Newton以及藍人組。2016年5月24日，樂團宣布貝斯手Mark Stoermer將暫時離開以追求教育目標和發行個人專輯。公告中也強調Mark Stoermer還是會一同參與專輯的製作，也偶爾會隨樂團現場演出。在Mark Stoermer離開的期間，擔任巡演鍵盤手/吉他手的Jake Blanton遞補了貝斯手的位置。2016年9月30日和10月1日，殺手樂團在山姆城賭場飯店(Sam's Town Hotel and Gambling Hall)表演兩個晚上以慶祝他們第二張專輯「山姆小鎮」的十週年紀念。在這兩場演出中他們把整張專輯從頭到尾唱了一遍，樂團還唱了一首名叫「Mixed Signals」歌，向Robbie Williams致敬。

### 2017–2018：完美境界(Wonderful Wonderful)
殺手樂團在2017年9月22日發表了他們的第五張專輯「完美境界」(Wonderful Wonderful)。這張專輯由Jacknife Lee製作，首發單曲「The Man」在2017六月14日發行。在專輯發行之前，樂團在歐洲數個音樂節表演，包括了一個在Glastonbury音樂節的神祕場次，原本在休息的Mark Stoermer也一同在John Peel Stage(該音樂節最具指標性的舞台)上演出。John Peel Stage也是樂團13年前在Glastonbury音樂節中首次登場的舞台。樂團在倫敦海德公園British Summer Time音樂節的演出也座無虛席。
殺手樂團在2017年8月28日宣布Mark Stoermer及Dave Keuning都不會參加接下來的「完美境界世界巡演」，但強調兩位依然是樂團成員。Jake Blanton將依舊擔任貝斯，而Dave Keuning的位置將由Ted Sablay代替。樂團也新加入了兩位巡演的音樂人：鍵盤手Robbie Connolly及吉他手Taylor Milne。

## 乐队成员
- Brandon Flowers：主音、電子鍵盤
- David Keuning：電吉他
- Mark Stoermer：貝斯
- Ronnie Vannucci Jr.：鼓

## 音乐專輯
- 聲名大噪 Hot Fuss (2004)
- 山姆小鎮 Sam's Town (2006)
- 歲月 Day & Age (2008)
- 光榮戰役 Battle Born (2012)
- 完美境界 Wonderful Wonderful (2017)
- 幻想爆發 Imploding The Mirage (2020)
- Pressure Machine (2021)

## 外部連結
- 杀手官方网站 （页面存档备份，存于）